# Список правителей королевства Дехейбарт
Дехейбарт (валл. Deheubarth) — королевство, занимавшее юго-западную часть Уэльса, которым правили короли из Диневурской ветви:
- Хивел ап Каделл, или Хивел Добрый 909—950 (основатель Диневурской ветви)
- Родри ап Хивел 950—953
- Эдвин ап Хивел 950—954
- Оуайн ап Хивел 950—987
- Маредид ап Оуайн 987—999
- Кинан ап Хивел (король Гвинеда) 999—1005
- Эдвин ап Эйнион 1005—1018
- Каделл ап Эйнион 1005—1018
- Лливелин ап Сейсилл (король Гвинеда) 1018—1023
- Ридерх ап Иестин (правитель Морганнуга) 1023—1033
- Маредид ап Эдвин 1033—1035
- Хивел ап Эдвин 1033—1044
- Грифид ап Лливелин 1044—1045
- Грифид ап Ридерх 1045—1055
- Грифид ап Лливелин 1055—1063
- Маредид ап Оуайн ап Эдвин 1063—1072
- Рис ап Оуайн 1072—1078
- Рис ап Теудур 1078—1093
- Грифид ап Рис 1116—1137 (правил частью королевства; большая часть территории занята норманнами)
- Анарауд ап Грифид 1137—1143
- Каделл ап Грифид 1143—1153
- Маредид ап Грифид 1153—1155
- Рис ап Грифид (Лорд Рис) 1155—1197
- Грифид ап Рис II 1197—1201
- Майлгун ап Рис (1199—1230) (часть королевства)
- Рис Григ (1216—1234) (часть королевства)
- Рис Мечилл (1234—1244) (правитель Диневура)
- Маредид ап Рис Григ (1234—1271) (правитель Дрислуина)
- Рис ап Маредид (1271—1283/1291) (правитель Дрислуина), казнён в 1292 году
- Кинан ап Маредид  (правитель Дрислуина)
- Рис Вихан ап Рис Мечилл (1244—1271) (правитель Диневура)
- Рис Виндод ап Рис Вихан (1271—1284) (правитель Диневура)
- Мадог ап Рис (1284—?) (правитель Диневура), казнён в 1292 году